# 黃文發
黃文發（1906年12月10日—1986年），中華民國（台灣）政治人物，曾任苗栗縣議會議長、苗栗縣縣長。在苗栗地方派系上屬劉派政治人物。

## 生平
黃文發為苗栗縣頭份鎮望族黃維生的次子，黃維生於大正七年（1918年）8月設立展南拓殖株式會社，經營製糖、鐵道、運輸、石炭與拓殖等事業，黃維生出任代表董事，黃文發出任董事。
黃文發畢業於日本早稻田大學經濟系。返臺後繼承父業，參與交通事業。曾任日新汽車客運公司董事長、新竹交通公司常務董事、竹南茶葉股分有限公司董事等職。:2721934年，展南拓殖株式會社讓渡給日人，汽車客運由黃文發經營，改名為日新承合自動車商會（今苗栗客運公司）。
戰後，黃文發曾任苗栗縣議會第三屆議長，在林為恭出任第四、五屆苗栗縣長後，他就展開活動、四處遊說，謂若未獲黨提名，他將違紀參選。終於代表國民黨參選第六屆苗栗縣縣長選舉，並當選。
縣長任內，黃文發被視為對行政一竅不通，請了張羣盛為他的機要秘書，統攬大權。所有重大事務，先由張秘書擬具意見，再由黃縣長照抄發布，引發外界諸多批評。:272
黃文發在爭取1972年第七屆縣長選舉連任時，中央選舉委員會修改縣市長參選資格，規定60歲以上者不得參選，黃文發因年齡超過而未競選連任。卸任後，回到苗栗客運公司。

## 家族
- 黃文發長子黃秀森，曾當選省議員。